# 中国人民武装警察部队武汉指挥学院
中国人民武装警察部队武汉指挥学院，简称武警武汉指挥学院，是曾经存在的一所武警部队初级指挥干部军事高等院校，隶属武警湖北总队，正师级。现已撤销，改建为非学历教育的中国人民武装警察部队湖北区域训练基地。

## 历史与沿革
- 1990年1月8日批准，10月6日，武警湖北总队教导大队正式改建中国人民武装警察部队武汉指挥学校（武警武汉指挥学校）。
- 2004年，建立中国人民武装警察部队指挥学院武汉分院，合署办公。
- 2006年9月，武警武汉指挥学校、武警指挥学院武汉分院合并，升格中国人民武装警察部队武汉指挥学院。
- 2011年，撤销，改建为中国人民武装警察部队湖北区域训练基地。

## 专业
- 武警指挥专业